# Coleman (Teksas)
Coleman – miasto w Stanach Zjednoczonych, w stanie Teksas, w  hrabstwie Coleman. W 2000 roku liczyło 5 127 mieszkańców.